# AMD
Advanced Micro Devices(약칭: AMD)는 컴퓨터, 노트북과 데이터센터를 목적으로 반도체 전기회로인 CPU, GPU, FPGA를 디자인하는 기업으로, 캘리포니아주 샌타클래라 서니베일에 위치하고 있다. 1969년 페어차일드 반도체 출신들이 주축이 되어 세워진 AMD는, 인텔에 이어 두 번째로 큰 x86 아키텍처 호환 프로세서 제조사이며 플래시 메모리 분야에서도 주도적인 위치에 서 있다. 2008년 7월에 헥터 루이츠로부터 더크 마이어가 CEO 및 회장직을 이어받았다. 더크 마이어는 불도저 문제와 퀄컴에 Aderno 매각 등 문제로 이사회에서 해임되고, 로리 리드가 새로운 CEO가 되었다. 현재 CEO 및 회장은 리사 수이다.
AMD는 애슬론, 애슬론 64, 옵테론, 튜리온 64, 셈프론, 듀론 등의 x86-호환 프로세서로 잘 알려져 있다. 또한 AMD는 지오드와 같은, 노트북에 쓰이기 쉬운 낮은 클럭의 모바일용 CPU도 제작하고 있다. 2006년 6월 24일, AMD는 54억 달러에 ATI를 인수 합병하기로 합의했다.
또, 2007년에는 페넘을 출시했으며, 페넘 II, 애슬론 II 등의 모델들이 출시하였다. 2011년 CPU와 GPU를 하나의 칩셋에 통합한 가속 처리 장치인 1세대 APU 라노와 새롭게 설계된 불도저를 출시, 2012년에는 불도저에서 약간 개선된 파일드라이버와 2세대 APU 트리니티를 선보였다. 또 2013년에는 2세대 APU 트리니티에서 CPU와GPU의 클럭을 높인 3세대 APU 리치랜드를 출시하고 파일드라이버 기반의 기존 제품에서 동작 클럭만 증가시킨 FX-9XXX시리즈를 출시했다. 2014년에는 3세대 APU 리치랜드에서 CPU 개선과 GCN으로의 GPU세대 교체가 이루어진 스팀롤러 아키텍처 기반 4세대 APU 카베리가 출시되었다.
AMD는 (x86 기반) 개인용 컴퓨터 CPU 시장에서 인텔의 유일한 중대 라이벌이다. AMD가 ATI를 2006년 합병한 이후에 AMD는 그래픽 처리 장치(GPU,그래픽 카드) 시장에서도 높은 점유율을 얻고 있다.
2010년대 후반에 AMD는 클라우드 애플리케이션을 포함한 비즈니스 애플리케이션 성능 측면에서 인텔 마이크로프로세서보다 훨씬 더 경쟁력이 있는 라이젠 프로세서의 성공으로 인해 시장 점유율을 되찾았다.

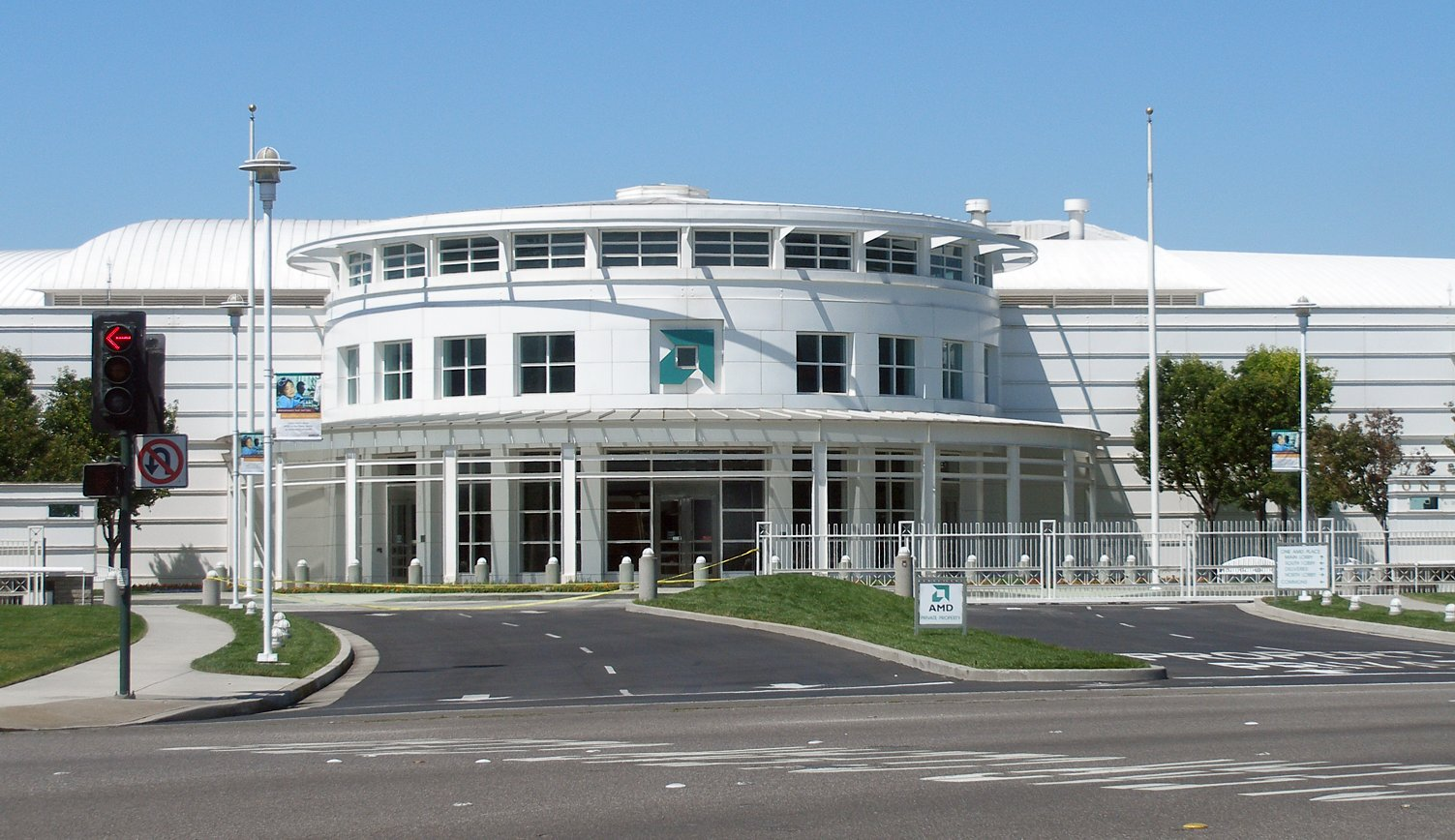
캘리포니아주 서니베일에 위치한 AMD 이전 본사

## 역사
어드밴스트 마이크로 디바이시스는 1969년 5월 1일에 페어차일드 반도체의 동료들 중 7명과 함께 제리 샌더스가 설립하였다. 리사 수를 CEO로 채용하였다.
1969년 9월, AMD는 캘리포니아주 샌타클래라의 임시 거처에서 캘리포니아주 서니베일로 이전하였다. 즉시 고객 기반을 확보하기 위해 AMD는 처음에 페어차일드와 내셔널 세미컨덕터가 설계한 마이크로칩의 2차 공급원이 되었다. AMD는 먼저 로직 칩 생산에 집중하였다.
1969년 11월 회사는 1970년에 판매를 시작한 4비트 MSI 시프트 레지스터인 Am9300을 제조했으며 이것이 AMD 최초의 제품이다. 또, 1970년, AMD는 최초의 사유 제품인 Am2501 로직 카운터를 생산했으며, 이 제품은 매우 성공적이었다. 1971년에 가장 많이 팔린 제품은 Am2505이며, 이는 당시 가장 빠른 곱셈기였다.
1971년, AMD는 64비트 양극 RAM인 Am3101을 기점으로 RAM 칩 시장에 뛰어들었다. 그 해에 AMD는 상당한 양의 선형 집적 회로의 판매량을 기록했고 그 해까지 회사의 총 판매 소득은 4,600,000 달러에 달했다.
AMD는 1972년 9월 공개 상장했다.

### 창립 초기
어드밴스트 마이크로 디바이시스는 1969년 5월 1일 제리 샌더스 (기업인)와 페어차일드 반도체의 동료 7명에 의해 공식적으로 설립되었다. 페어차일드의 마케팅 이사였던 전기 엔지니어인 샌더스는 많은 페어차일드 경영진과 마찬가지로 회사 내에서 지원, 기회 및 유연성이 점점 부족해지고 있었다. 그는 나중에 로버트 노이스(1959년 페어차일드에서 최초의 실리콘 집적 회로를 개발한 사람)와 1968년 7월 반도체 회사 인텔을 함께 설립한 고든 무어의 뒤를 이어 자신의 반도체 회사를 시작하기 위해 회사를 떠나기로 결정했다.
1969년 9월, AMD는 샌타클래라의 임시 지역에서 캘리포니아주 서니베일로 이전했다. 고객 기반을 즉시 확보하기 위해 AMD는 처음에 페어차일드와 내셔널 세미컨덕터가 설계한 마이크로칩의 두 번째 공급업체가 되었다. AMD는 먼저 로직 칩 생산에 집중했다. 마이크로칩의 불안정성은 컴퓨터 제조업체, 통신 산업, 장비 제조업체를 포함한 고객이 피하고 싶어했던 뚜렷한 문제였기 때문에 회사는 미국 군사 표준에 대한 품질 관리를 보장했는데, 이는 초기 컴퓨터 산업에서 이점이었다.
1969년 11월에 회사는 첫 번째 제품인 4비트 MSI 시프트 레지스터인 Am9300을 제조했으며 1970년에 판매를 시작했다. 또한 1970년에 AMD는 첫 번째 독점 제품인 Am2501 로직 카운터를 생산했는데 이는 큰 성공을 거두었다. 1971년에 가장 많이 팔린 제품은 가장 빠른 승수인 Am2505였다.
1971년 AMD는 64비트 양극 RAM인 Am3101을 시작으로 RAM 칩 시장에 진출했다. 그해 AMD는 또한 선형 집적 회로의 판매량을 크게 늘렸고, 연말까지 회사의 총 연간 매출은 미화 460만 달러에 달했다.
AMD는 1972년 9월에 상장했다. 이 회사는 1973년까지 인텔 MOS/LSI 회로의 두 번째 소스였으며 Am14/1506 및 Am14/1507, 듀얼 100비트 동적 시프트 레지스터 등의 제품을 출시했다. 1975년까지 AMD는 212개의 제품을 생산했으며 그 중 49개는 Am9102(정적 N 채널 1024비트 RAM)와 3개의 저전력 쇼트키 MSI 회로(Am25LS07, Am25LS08 및 Am25LS09)를 포함하여 독점 제품이었다.
인텔은 1971년에 최초의 마이크로프로세서인 4비트 4004를 만들었다. 1975년에 AMD는 인텔 8080의 역엔지니어링 복제품인 Am9080과 Am2900 비트 슬라이스 마이크로프로세서 제품군으로 마이크로프로세서 시장에 진출했다. 인텔은 1976년 마이크로프로세서에 마이크로코드를 설치하기 시작하면서 AMD와 교차 라이센스 계약을 체결했으며, AMD는 1976년 10월부터 마이크로프로세서 및 주변 장치의 마이크로코드에 대한 저작권 라이센스를 부여 받았다.
1977년 AMD는 기술 전문성을 강화하고 미국 시장에 진출하고자 하는 독일 엔지니어링 대기업인 지멘스와 합작 투자를 시작했다. 지멘스는 AMD 주식의 20%를 매입하여 회사에 제품 라인을 늘리기 위한 현금을 투입했다. 또한 두 회사는 실리콘 밸리와 독일에 공동으로 AMC(어드밴스트 마이크로 컴퓨터스, Advanced Micro Computers)를 설립하여 AMD가 특히 AMD의 두 번째 소스인 Zilog Z8000 마이크로프로세서를 기반으로 마이크로컴퓨터 개발 및 제조 분야에 진출할 수 있도록 했다. AMC에 대한 두 회사의 비전이 엇갈리자 AMD는 1979년에 미국 사업부에서 지멘스의 지분을 매입했다. AMD는 2차 소스 인텔 x86 마이크로프로세서 제조에 초점을 맞춘 후 1981년 후반에 AMC를 폐쇄했다.
1978년 회계 연도 총 매출은 1억 달러를 넘어섰고, 1979년 AMD는 뉴욕 증권거래소에 상장했다. 1979년에는 텍사스주 오스틴에 있는 AMD의 새로운 반도체 제조 공장에서도 생산이 시작되었다. 회사는 이미 피낭주와 마닐라에 해외 조립 시설을 보유하고 있었고 1981년 샌안토니오에서 제조 공장 건설을 시작했다. 1980년에 AMD는 급속한 확장과 혁신을 겪고 있는 산업인 통신용 반도체 제품을 공급하기 시작했다.

#### 인텔 파트너십
인텔은 1978년에 최초의 x86 마이크로프로세서를 출시했다. 1981년에 IBM은 PC를 만들었고 인텔의 x86 프로세서를 원했지만 인텔이 특허를 받은 x86 마이크로프로세서를 위한 보조 소스 제조업체도 제공한다는 조건에서만 가능했다. 인텔과 AMD는 10년간의 기술 교환 계약을 체결했으며, 1981년 10월 처음 체결되어 1982년 2월 공식적으로 체결되었다. 계약 조건은 각 회사가 AMD가 개발한 반도체 제품의 2차 소스 제조업체가 될 수 있는 권리를 획득할 수 있다는 것이었다. 즉, 각 당사자는 합의된 경우 동등한 기술적 복잡성을 지닌 제품에 대한 제조 권한을 교환함으로써 상대방이 개발한 제품을 제조 및 판매할 수 있는 권리를 "획득"할 수 있다. 부품을 만들고 판매하는 데 필요한 기술 정보와 라이센스는 개발 회사에 로열티로 교환된다. 1982년 계약은 또한 1976년 AMD-인텔 상호 라이센스 계약을 1995년까지 연장했다. 이 계약에는 불일치에 대한 중재를 요청할 수 있는 권리와 5년 후 어느 쪽이든 1년 전 통지로 계약을 종료할 수 있는 권리가 포함되었다. 1982년 계약의 주요 결과는 AMD가 인텔의 x86 마이크로프로세서 및 관련 칩의 2차 소스 제조업체가 되었고 인텔이 AMD에 8086, 80186 및 80286 칩용 데이터베이스 테이프를 제공했다는 것이다. 그러나 AMD가 파산하거나 인수되는 경우 교차 라이센스 계약은 사실상 취소된다.
1982년부터 AMD는 두 번째 소스 인텔 라이센스 8086, 8088, 80186 및 80188 프로세서를 대량 생산하기 시작했으며 1984년에는 빠르게 성장하는 IBM PC 및 IBM 클론 시장을 위해 인텔 80286 프로세서의 자체 Am286 클론을 생산하기 시작했다. 또한 독점적인 양극성 칩에 대한 성공적인 집중을 계속했다.
회사는 계속해서 연구 개발에 막대한 투자를 했으며 1984년에 세계 최초의 512K EPROM을 만들었다. 그해 AMD는 미국에서 일하기 가장 좋은 100대 회사(The 100 Best Companies to Work for in America)라는 책에 등재되었으며 나중에 1985년에 처음으로 포춘 500 목록에 포함되었다.
1985년 중반까지 마이크로칩 시장은 주로 일본의 장기적인 공격적인 무역 관행(덤핑)뿐만 아니라 미국의 혼잡하고 비혁신적인 칩 시장으로 인해 심각한 침체를 겪었다. AMD는 1986년 회계연도에 52주 동안 매주 하나의 새로운 칩 또는 칩셋을 설계 및 제조하는 리버티 칩 프로그램을 고안하고 공격적인 혁신과 현대화를 통해 1980년대 중반 위기를 극복했으며, 제재와 제한이 해제될 때까지 미국 정부에 대대적인 로비를 펼쳤다. 약탈적인 일본 가격 책정을 방지하기 위해 마련되었다. 이 기간 동안 AMD는 DRAM 시장에서 철수하고 바이폴라 칩 대신에 진입이 뒤처졌던 CMOS 시장에 진출했다.
AMD는 1980년대 중반 최대 1200보드 반이중 또는 300/300 전이중에서 벨 및 CCITT 톤을 모두 처리하는 최초의 다중 표준 장치 중 하나인 AMD7910 및 AMD7911 "월드 칩" FSK 모뎀을 통해 약간의 성공을 거두었다. 1986년부터 AMD는 자체 AMD Am29000(29k) 프로세서를 통해 RISC로의 전환을 수용했다. 29k는 임베디드 프로세서로 살아남았다. 이 회사는 또한 1980년대 후반에 EPROM 메모리 시장 점유율을 늘렸다. 1980년대 내내 AMD는 인텔 x86 프로세서의 2차 공급업체였다. 1991년에는 AMD가 설계한 칩인 386 호환 Am386을 출시했다. 자체 칩을 만드는 AMD는 인텔과 직접 경쟁하기 시작했다.
AMD는 닷컴 붕괴 중에도 대규모의 성공적인 플래시 메모리 사업을 운영했다. 2003년, 인텔의 공격적인 마이크로프로세서 경쟁으로 인해 압박을 받고 있던 일부 제조 부문을 매각하고 전반적인 현금 흐름을 지원하기 위해 AMD는 플래시 메모리 사업 및 제조 부문을 후지쯔와의 합작 투자사인 스팬션(Spansion)으로 분사했다. 2005년 12월 AMD는 마이크로프로세서 시장에 집중하기 위해 스팬션을 매각했고 스팬션은 IPO를 통해 기업공개를 했다.

### 2006년-현재
2006년 7월 24일, AMD는 캐나다 3D 그래픽 카드 회사인 ATI 테크놀로지스를 인수했다고 발표했다. AMD는 자본금 43억 달러와 5,800만 주, 총 약 54억 달러를 지불했다. 거래는 2006년 10월 25일에 완료되었다. 2010년 8월 30일, AMD는 그래픽 칩셋에 대한 ATI 브랜드 이름을 폐지하고 AMD 브랜드 이름을 사용하겠다고 발표했다.
2008년 10월, AMD는 아부다비 정부가 설립한 투자 회사인 어드밴스트 테크놀로지 인베스트먼트(Advanced Technology Investment Co.)와 수십억 달러 규모의 합작 투자 회사인 글로벌파운드리스의 형태로 제조 사업을 분사할 계획을 발표했다. 파트너십과 분사를 통해 AMD는 현금을 확보하고 칩 설계에만 집중할 수 있게 되었다. 아부다비 투자자들에게 새로운 벤처의 성공을 보장하기 위해 AMD의 CEO인 헥터 루이즈는 2008년 7월에 사임했으며, 2009년 3월에 글로벌파운드리스의 회장이 되기 위한 준비 과정에서 회장직을 유지했다. 사장 겸 COO인 더크 마이어가 AMD의 CEO가 되었다. 경기 침체로 인해 AMD는 2009년에 1,100명의 직원을 해고해야 했다.
2011년 8월, AMD는 전 레노버 임원인 로리 리드가 마이어를 대신하여 CEO로 회사에 합류할 것이라고 발표했다. 2011년 11월, AMD는 전 세계 모든 사업부 직원의 10%(1,400명) 이상을 해고할 계획을 발표했다. 2012년 10월, 판매 수익 감소에 직면하여 비용 절감을 위해 인력의 15%를 추가로 해고할 계획을 발표했다.
AMD는 Arm64 서버 칩을 출시하기 위해 2012년 초 저전력 서버 제조업체인 씨마이크로를 인수했다.
2014년 10월 8일, AMD는 로리 리드가 3년 만에 사장 겸 CEO직에서 물러났다고 발표했다. 그의 뒤를 이어 6월부터 최고운영책임자(COO)를 맡아온 핵심 중위인 리사 수가 뒤를 이었다.
2014년 10월 16일, AMD는 3분기 결과와 함께 새로운 구조 조정 계획을 발표했다. 2014년 7월 1일부터 AMD는 두 개의 비즈니스 그룹으로 개편되었다. 주로 데스크탑 및 노트북 프로세서와 칩셋, 개별 GPU 및 전문 그래픽을 포함하는 컴퓨팅 및 그래픽, 주로 서버 및 임베디드 프로세서, 고밀도 서버, 반맞춤형 SoC 제품(게임 콘솔용 솔루션 포함), 엔지니어링 서비스 및 로열티를 포함하는 엔터프라이즈, 임베디드 및 세미맞춤형이 있다. 이러한 구조 조정의 일환으로 AMD는 2014년 말까지 전 세계 인력의 7%를 해고할 것이라고 발표했다.
글로벌파운드리스 분사 및 그에 따른 정리 해고 이후, AMD는 노후화된 써니베일 본사 사무실 단지인 1 AMD 플레이스에 상당한 빈 공간을 남겨두었다. 2016년 8월, 써니베일에서의 AMD의 47년은 어바인 컴퍼니와 샌타클래라에 있는 새로운 220,000평방피트 규모의 본사 건물 임대 계약을 체결하면서 끝났다. 산타클라라 광장에 있는 AMD의 새로운 위치는 베이쇼어 프리웨이(Bayshore Freeway)와 샌토머스아퀴노크릭(San Tomas Aquino Creek) 건너편에 있는 최대의 라이벌인 인텔의 본사와 마주하고 있다. 같은 시기에 AMD는 AMD 플레이스 1개를 어바인 컴퍼니에 판매하기로 합의했다. 2019년 4월, 어바인 컴퍼니는 AMD 플레이스 1곳을 철거하고 전체 32에이커 부지를 타운홈과 아파트로 재개발하려는 계획에 대해 써니베일 시의회로부터 승인을 받았다.
2020년 10월 AMD는 전체 주식 거래를 통해 자일링스를 인수한다고 발표했다. 이번 인수는 2022년 2월에 완료되었으며, 예상 인수 가격은 500억 달러이다.
2023년 10월 AMD는 AI 소프트웨어 생태계를 강화하기 위해 오픈 소스 AI 소프트웨어 제공업체인 Nod.ai를 인수했다.
2024년 3월 반도체 주식의 상승으로 AMD 가치는 역사상 처음으로 3,000억 달러를 넘어섰다.

### CEO 명단
| 이름        | 연도      | 지위, 교육         |
| ----------- | --------- | ------------------ |
| 제리 샌더스 | 1969–2002 | 설립자, 전기공학자 |
| 헥터 루이즈 | 2002–2008 | 전기공학자         |
| 더크 마이어 | 2008–2011 | 컴퓨터 공학자      |
| 로리 리드   | 2011–2014 | 정보 시스템        |
| 리사 수     | 2014–현재 | 전기공학자         |

## 제품

### CPU 및 APU
AMD 마이크로프로세서
- Am2900 시리즈 (1975)
- AMD 29000 시리즈 (1987–1995)
- Am386 Amx86 시리즈 (1991–1995)
- K5 아키텍처 (1996)
- K6 아키텍처 (1997–2001)
- 불도저 시리즈 CPU 불도저, 파일드라이버, 스팀롤러, 엑스커베이터 (2011–2017년)
- 밥캣 시리즈 APU 밥캣, 재규어, 퓨마 (2011년–현재)
- 젠 코어 아키텍처 (2017년)
- 젠 2 시리즈 (2019년 출시)
- 젠 3 시리즈 (2020년 출시)
- 젠 4 시리즈 (2022년 출시)

#### IBM PC 및 x86 아키텍처
1982년 2월, AMD는 인텔과 계약을 체결하여 8086 및 8088 프로세서의 라이선스를 받은 2차 소스 제조업체가 되었다. IBM은 IBM PC에서 인텔 8088을 사용하기를 원했지만 당시 정책은 칩에 대해 최소한 두 가지 소스를 요구하는 것이었다. AMD는 나중에 동일한 배열로 Am286을 생산했다. 1984년 인텔은 내부적으로 시장에서의 우위를 강화하기 위해 제품 정보를 제공하는 데 더 이상 AMD와 협력하지 않기로 결정했으며 인텔 80386의 기술적 세부 사항 전달을 지연하고 결국 거부했다. 1987년 AMD는 이 문제에 대한 중재를 요청했다. 그리고 인텔은 1982년 기술 교환 계약을 완전히 취소함으로써 대응했다. 3년 간의 증언 끝에 AMD는 결국 1992년 중재에서 승리했지만 인텔은 이 결정에 이의를 제기했다. 또 다른 긴 법적 분쟁이 이어졌고 1994년 캘리포니아주 대법원이 중재인과 AMD의 편을 들면서 끝났다.
1990년에 인텔은 복제된 프로세서에 인텔의 마이크로코드 파생물을 사용할 수 있는 AMD의 권리를 재협상하면서 AMD를 상대로 소송을 제기했다. 법적 분쟁 중 불확실성에 직면하여 AMD는 인텔이 1985년에 자체 x386을 출시한 지 오랜 후에 x386 및 x486 프로세서용 인텔 코드의 클린룸 설계 버전을 개발해야 했다. 1991년 3월 AMD는 Am386을 출시했다. , 인텔 386 프로세서의 복제품이다. 같은 해 10월까지 100만개 팔렸다.
1993년에 AMD는 첫 번째 Am486 프로세서 제품군을 출시했는데, 이 프로세서는 Am486을 사용하여 독점 계약을 체결한 컴팩을 포함하여 수많은 원래 장비 제조업체로부터 인기를 얻었다. 또 다른 Am486 기반 프로세서인 Am5x86은 1995년 11월에 출시되었으며 빠르고 비용 효율적인 프로세서로서 AMD의 성공을 이어갔다.
마지막으로, 1996년 발효된 계약에서 AMD는 인텔의 x386 및 x486 프로세서 제품군의 마이크로코드에 대한 권리를 얻었지만 다음 세대 프로세서의 마이크로코드에 대한 권리는 얻지 못했다.

#### K5, K6, 애스론, 듀론, 셈프론
AMD의 첫 번째 자체 x86 프로세서는 1996년에 출시된 K5였다. 이름의 "K"는 만화책 캐릭터 슈퍼맨에게 해를 끼치는 것으로 알려진 유일한 물질인 크립토나이트를 참조한 것이다. 이것은 그 자체로 시장에 대한 인텔의 헤게모니, 즉 인텔을 슈퍼맨으로 의인화한 것에 대한 언급이었다. 숫자 "5"는 5세대 x86 프로세서를 나타낸다. 경쟁사인 인텔은 이전에 미국 상표 및 특허청이 단순한 숫자만으로는 상표를 등록할 수 없다고 판결했기 때문에 자사의 5세대 x86 프로세서 제품군을 펜티엄으로 출시했다.
1996년에 AMD는 특히 Nx 시리즈 x86 호환 프로세서에 대한 권리를 위해 넥스젠을 구입했다. AMD는 넥스젠 디자인 팀에게 자체 건물을 주고, 그들을 내버려두고 Nx686을 재작업할 시간과 돈을 주었다. 그 결과가 1997년에 출시된 K6 프로세서였다. 비록 소켓 7을 기반으로 했지만 K6-III/450과 같은 변종은 인텔의 펜티엄 II(6세대 프로세서)보다 빨랐다.
K7은 AMD의 7세대 x86 프로세서로, 1999년 6월 23일 애슬론이라는 브랜드 이름으로 데뷔했다. 이전 AMD 프로세서와 달리 인텔의 슬롯 1 커넥터와 관련된 라이센스 문제로 인해 인텔과 동일한 메인보드에서 사용할 수 없었다. 대신 알파 프로세서 버스를 참조하는 슬롯 A 커넥터를 사용했다. 듀론은 462핀 소켓 PGA(소켓 A)를 사용하거나 마더보드에 직접 납땜된 애슬론(256KB L2 캐시 대신 64KB)의 저렴하고 제한된 버전이었다. 셈프론은 소켓 A PGA 시대에 듀론을 대체하는 저가형 애슬론 XP로 출시되었다. 이후 AM3까지 모든 새로운 소켓으로 상향 마이그레이션되었다.
2001년 10월 9일에 애슬론 XP가 출시되었다. 2003년 2월 10일에 512KB L2 캐시를 갖춘 애슬론 XP가 출시되었다.

#### 신형 마이크로아키텍처

##### ARM 기반 디자인 설계
2012년에 AMD는 세미 맞춤형 제품과 서버 제품 모두로 ARM 제품을 개발 중이라고 발표했다. 초기 서버 제품은 2014년 8코어 Cortex-A57 기반 ARMv8-A SoC인 옵테론 A1100으로 발표되었으며, 이어서 그래픽스 코어 넥스트 GPU를 통합한 APU가 나올 것으로 예상되었다. 그러나 옵테론 A1100은 소프트웨어 지원 추가로 인해 2016년까지 출시되지 않았다. A1100은 출시 당시 주요 벤더들의 지원을 받지 못했다는 비판도 받았다.
2014년에 AMD는 2016년 출시를 위한 K12 맞춤형 코어도 발표했다. K12는 ARMv8-A 명령어 집합 아키텍처를 준수하는 동시에 서버, 임베디드 및 세미 맞춤형 시장을 대상으로 완전히 맞춤형으로 설계될 것으로 예상되었다. ARM 아키텍처 개발이 계속되는 동안 K12 기반 제품은 출시 계획 없이 연기되었다. AMD의 x86 기반 젠 마이크로 아키텍처 개발이 선호되었다.

#### 젠 기반 CPU 및 APU
젠은 x86-64 기반 라이젠 시리즈 CPU 및 APU를 위한 아키텍처로, AMD가 2017년에 출시했으며 짐 켈러가 이끄는 팀이 2012년에 합류한 것을 시작으로 2015년 9월에 떠나기 전에 녹화를 시작하여 처음부터 끝까지 구축했다.
젠에 대한 AMD의 주요 목표 중 하나는 최소 40%의 IPC 증가였지만, 2017년 2월 AMD는 실제로 52% 증가를 달성했다고 발표했다. 젠 아키텍처로 제작된 프로세서는 14nm FinFET 노드를 기반으로 구축되었으며 단일 코어 성능 및 HSA 호환성에 다시 초점을 맞췄다. AMD의 이전 프로세서는 32nm 공정("불도저" 및 "파일드라이버" CPU) 또는 28nm 공정("스팀롤러" 및 "엑스커베이터" APU)로 구축되었다. 이 때문에 젠은 훨씬 더 에너지 효율적이다.
젠 아키텍처는 단일 소켓(소켓 AM4)용으로 구축된 AMD의 CPU 및 APU를 최초로 포함한다. 또한 이 아키텍처의 새로운 점은 인텔이 SMT의 독점 하이퍼스레딩 구현을 통해 일부 프로세서에서 수년 동안 사용해 온 동시 멀티스레딩(SMT) 기술의 구현이다. 이는 불도저 아키텍처에 도입된 "클러스터형 멀티스레딩" 설계와는 다르다. 젠은 DDR4 메모리도 지원한다.
AMD는 2017년 3월 2일 젠 기반 고급 라이젠 7 "서밋 리지"(Summit Ridge) 시리즈 CPU를 출시했고, 2017년 4월 11일 중급 라이젠 5 시리즈 CPU를 출시했으며, 2017년 7월 27일 보급형 라이젠 3 시리즈 CPU를 출시했다. AMD 나중에 1P 및 2P 시스템용 젠 파생 서버 프로세서의 에픽 라인을 출시했다. 2017년 10월, AMD는 베가 그래픽 코어를 통합한 젠 기반 APU를 라이젠 모바일로 출시했다. 2018년 1월 AMD는 라이젠 2를 포함한 새로운 라인업 계획을 발표했다. AMD는 2018년 4월에 12nm 젠+ 마이크로아키텍처를 탑재한 CPU를 출시했으며, 2019년 6월에는 7nm 젠 2 마이크로아키텍처를 출시했으며, 여기에는 새로운 프로세서를 사용하는 에픽 라인 업데이트도 포함된다. 젠 2 마이크로아키텍처는 2019년 8월에, 젠 3은 2020년 3분기에 출시가 예정됐다.
2019년 기준 AMD의 라이젠 프로세서는 인텔의 소비자 데스크탑 프로세서보다 많이 팔리는 것으로 보고되었다. CES 2020에서 AMD는 라이젠 모바일 4000을 발표했다. 이는 최초의 7nm x86 모바일 프로세서이자 최초의 7nm 8코어(16스레드) 고성능 모바일 프로세서이자 최초의 8코어(16스레드) 울트라씬 노트북용 프로세서이다. 이 세대는 여전히 젠 2 아키텍처를 기반으로 한다. 2020년 10월, AMD는 젠 3 아키텍처를 기반으로 한 새로운 프로세서를 발표했다. 패스마크의 단일 스레드 성능 테스트에서 라이젠 5 5600x는 라이젠 9 5950X를 제외한 다른 모든 CPU를 능가했다.
2020년 4월, AMD는 상용 HPC 워크로드 및 하이퍼컨버지드 인프라 애플리케이션을 대상으로 하는 3개의 새로운 SKU를 출시했다. 이번 출시는 에픽의 7nm 2세대 롬(Rome) 플랫폼을 기반으로 하며 델 EMC, 휴렛 팩커드 엔터프라이즈, 레노버, 슈퍼마이크로 및 뉴타닉스의 지원을 받았다. IBM 클라우드는 최초의 퍼블릭 클라우드 파트너였다. 2022년 8월, AMD는 새로운 젠 4 아키텍처를 기반으로 한 초기 CPU 라인업을 발표했다.
스팀 덱, 플레이스테이션 5, 엑스박스 시리즈 X/S는 모두 젠 2 마이크로아키텍처 기반 칩을 사용하며, AMD가 자체 상용 APU에서 판매하는 것과는 달리 각 시스템 구현에서 독점 조정 및 다양한 구성을 사용한다.

### 그래픽스 제품 및 GPU
AMD 그래픽 처리 장치
- 라데온 R200 시리즈 (2001)
- 라데온 R500 (2005)
- 라데온 HD 2000 시리즈 (2007a)
- 라데온 HD 3000 시리즈 (2007b)
- 라데온 HD 4000 시리즈 (2008)
- 라데온 HD 5000 시리즈 (2009)
- 라데온 HD 6000 시리즈 (2010)
- 라데온 HD 7000 시리즈 (2012)
- 라데온 Rx 200 시리즈 (2013)
- 라데온 RX 400 시리즈 (2016)
- 라데온 RX 500 시리즈 (2016)
- 라데온 RX 베가 시리즈 (2017)
- 라데온 RX 5000 시리즈 (2019)
- 라데온 RX 7000 시리즈 (2022)

#### AMD 인수 이전 ATI
1985년 4명(Lee Ka Lau, Francis Lau, Benny Lau, Kwok Yuen Ho)에 의해 어레이 테크놀로지(Array Technology Inc.)라는 이름으로 ATI를 설립했다. ATI는 주로 OEM 분야에서 일하면서 IBM 및 코모도어와 같은 PC 제조업체를 위한 통합 그래픽 카드를 생산했다. 1987년까지 ATI는 독립적인 그래픽 카드 소매업체로 성장하여 그해 EGA 원더 및 VGA 원더 카드 제품 라인을 출시했다. 90년대 초반에는 CPU 없이 그래픽을 처리할 수 있는 제품을 출시했다. 1991년 5월에는 마하8, 1992년에는 향상된 메모리 대역폭과 GUI 가속을 제공하는 마하32가 출시되었다. ATI 테크놀로지스는 1993년에 상장되었으며 주식은 NASDAQ과 토론토 증권 거래소에 상장되었다.
1994년 마하64 가속기가 출시되어 그래픽스 익스프레션(Xpression) 및 그래픽스 프로 터보를 구동하여 하드웨어 줌 외에도 YUV-RGB 색 공간 변환에 대한 하드웨어, 하드웨어 기반 비디오 가속의 초기 기술 지원을 제공했다.
ATI는 3D 레이지라는 이름으로 2D와 3D 가속기의 첫 조합을 선보였다. 이 칩은 마하 64를 기반으로 했지만 기본적인 3D 가속 기능을 갖추고 있었다. ATI 레이지 라인은 ATI 그래픽 제품의 거의 모든 제품군을 구동했다. 특히 레이지 프로는 3dfx의 3D 전용 부두 칩셋에 대한 최초의 실행 가능한 2D+3D 대안 중 하나였다. 레이지 라인의 3D 가속은 초기 3D 레이지의 기본 기능에서 1999년 레이지 128의 더욱 발전된 DirectX 6.0 가속기로 발전했다.
1996년에 출시된 올 인 원더(All-in-원더) 제품 라인은 통합 그래픽 칩과 TV 튜너 카드를 결합한 최초의 제품이자 TV 세트에 컴퓨터 그래픽을 표시할 수 있는 최초의 칩이었다. 이 카드는 ATI의 3D 레이지 II로 구동되는 3D 가속, 64비트 2D 성능, TV 품질 비디오 가속, 아날로그 비디오 캡처, TV 튜너 기능, 깜박임 없는 TV 출력 및 스테레오 TV 오디오 수신 기능을 갖추고 있다.
ATI는 1996년 노트북에 3D 그래픽 가속 기능을 도입하면서 모바일 컴퓨팅 분야에 진출했다. 모빌리티 제품군은 전력 사용량 최소화, 열 출력 감소, 노트북 화면의 TMDS 출력 기능, 극대화된 통합에 집중했다. 1997년에 ATI는 40명의 엔지니어가 포함된 쳉 랩스(Tseng Labs)의 그래픽 자산을 인수했다.
라데온 그래픽 제품 라인은 2000년에 공개되었다. 초기 라데온 그래픽 처리 장치는 DirectX 7.0 3D 가속, 비디오 가속 및 2D 가속을 갖춘 완전히 새로운 디자인을 제공했다. 특정 라데온 세대용으로 개발된 기술은 고급형부터 저가형, 모바일 버전까지 전체 시장 범위에 적합한 제품을 제공하기 위해 다양한 수준의 기능과 성능으로 구축될 수 있다.
2000년에 ATI는 게임큐브 비디오 게임 콘솔에 사용되는 플리퍼(Flipper) 그래픽 칩을 설계하는 ArtX를 인수했다. 그들은 또한 게임큐브의 후속작인 Wii를 위해 수정된 버전의 칩(코드명 헐리우드)을 만들었다. 마이크로소프트는 엑스박스 360용 그래픽 코어(코드명 제노스/Xenos)를 설계하기 위해 ATI와 계약했다. 2005년 후반에 ATI는 테라욘(Terayon)의 케이블 모뎀 실리콘 지적 재산을 인수하여 소비자 디지털 TV 시장에서의 선두 자리를 강화했다. K. Y. 호는 2005년 11월 은퇴할 때까지 이사회 의장직을 유지했다. 데이브 오튼(Dave Orton)이 그를 대신하여 조직의 사장 겸 CEO를 맡았다.
2006년 7월 24일 공동 발표에서는 AMD가 56억 달러 규모의 거래로 ATI를 인수할 것이라고 밝혔다. 인수 고려 사항은 2006년 10월 25일에 마감되었으며 대출로 조달된 20억 달러 이상과 AMD 주식 5,600만 주를 포함했다. ATI의 운영은 AMD 그래픽 제품 그룹(GPG)의 일부가 되었고, ATI의 CEO인 데이브 오튼은 2007년 사임할 때까지 AMD의 시각 및 미디어 사업 부문 수석 부사장으로 재직했다. 총책임자, 소비자 가전 그룹의 수석 부사장 겸 총책임자는 둘 다 AMD CEO에게 보고하게 된다. 2010년 8월 30일, 존 트리콜라(John Trikola)는 AMD가 AMD라는 이름을 더 선호함에 따라 그래픽 칩셋에 대한 ATI 브랜드를 폐기할 것이라고 발표했다.

#### AMD 속 라데온
2008년에 AMD의 ATI 사업부는 통합 셰이더 모델을 구현하는 테라스케일 마이크로아키텍처를 출시했다. 이 디자인은 이전 그래픽 카드의 이전 고정 기능 하드웨어를 다목적 프로그래밍 가능 셰이더로 대체했다. 처음에는 엑스박스 360용 GPU의 일부로 출시된 이 기술은 계속해서 라데온 브랜드 HD 2000 부품에 사용되었다. 3세대 테라스케일은 2008년부터 2014년까지 부분적으로 설계 및 사용이 예정됐다.

#### GPU 및 CPU 부서 병합
2009년 구조 조정에서 AMD는 그래픽과 범용 처리를 모두 융합한 회사의 APU를 지원하기 위해 CPU와 GPU 부문을 합병했다. 2011년에 AMD는 테라스케일의 후속 제품인 GCN(그래픽스 코어 넥스트)을 출시했다. 이 새로운 마이크로 아키텍처는 AMD APU에서 이기종 컴퓨팅을 지원한다는 특별한 목표를 가지고 그래픽 처리 외에도 GPGPU 컴퓨팅 기능을 강조했다. GCN의 축소 명령어 집합 ISA는 테라스케일의 VLIW ISA에 비해 컴퓨팅 성능을 크게 향상시켰다. GCN이 HD 7970을 출시한 이후 2008년부터 최소 2017년까지 5세대의 GCN 아키텍처가 생산되었다.

#### 라데온 테크놀로지스 그룹
2015년 9월, AMD는 회사의 그래픽 기술 부서를 라자 코두리(Raja Koduri)가 이끄는 RTG(Radeon Technologies Group)라는 독립적인 내부 단위로 분리했다. 이는 AMD의 그래픽 부문에 제품 디자인 및 마케팅 자율성을 부여했다. 그런 다음 RTG는 각각 2016년과 2017년에 출시된 폴라리스 및 Vega 마이크로 아키텍처를 만들고 출시했다. 특히 베가, 즉 5세대 GCN 마이크로 아키텍처에는 성능과 컴퓨팅 기능을 향상시키기 위한 여러 가지 주요 개정 사항이 포함되어 있다.
2017년 11월 라자 코두리가 RTG를 떠나 CEO 겸 사장인 리사 수가 그 자리에 올랐다. 2018년 1월에는 두 명의 업계 베테랑, 즉 마이크 레이필드가 RTG의 수석 부사장 겸 총괄 관리자로, 데이비드 왕이 RTG의 엔지니어링 수석 부사장으로 RTG에 합류한 것으로 보고되었다. 2020년 1월, AMD는 성능 리더십을 위해 엔비디아 RTX 그래픽 제품과 경쟁할 목적으로 2세대 RDNA 그래픽 아키텍처가 개발 중이라고 발표했다. 2020년 10월, AMD는 엔비디아의 RTX 3000 GPU에 도전하기 위해 RDNA2를 기반으로 하고 기본적으로 광선 추적을 처리할 수 있는 최초의 고급 제품인 새로운 RX 6000 시리즈의 GPU를 발표했다.

### 세미 커스텀 및 게임 콘솔 제품
2012년에 AMD의 당시 CEO인 로디 리드는 세미 맞춤형 디자인을 제공하는 프로그램을 시작했다. AMD가 단순히 단일 제품을 설계하고 제공하는 대신 잠재 고객은 AMD와 협력하여 AMD의 지적 재산을 기반으로 맞춤형 칩을 설계할 수 있다. 고객은 설계 및 개발에 대한 비정기적 엔지니어링 비용과 그에 따른 세미 커스텀(반맞춤형) 제품에 대한 구매 가격을 지불한다. 특히 AMD는 x86과 그래픽 지적 재산을 모두 제공하는 독특한 위치에 주목했다. 이러한 세미 맞춤형 디자인은 플레이스테이션 4 및 엑스박스 원과 후속 플레이스테이션 4 프로, 엑스박스 원 S, 엑스박스 원 X, 엑스박스 시리즈 X/S 및 플레이스테이션 5의 APU로서 디자인 승리를 거둔다. 재정적으로 이러한 세미 맞춤형 디자인은 제품은 2016년 회사 수익의 대부분을 차지한다. 2017년 11월 AMD와 인텔은 인텔이 인텔 코어 CPU, 세미 커스텀 AMD 라데온 GPU 및 HBM2 메모리를 단일 패키지로 결합한 제품을 출시할 것이라고 발표했다.

### 기타 하드웨어

#### AMD 메인보드 칩셋
2003년 애슬론 64 프로세서가 출시되기 전에 AMD는 K6 및 K7 프로세서 세대에 걸친 프로세서용 칩셋을 설계했다. 칩셋에는 AMD-640, AMD-751 및 AMD-761 칩셋이 포함된다. 2003년 애슬론 64 프로세서가 출시되면서 상황이 바뀌었고, AMD는 다른 회사가 칩셋을 설계할 수 있도록 데스크탑 플랫폼을 개방하는 동시에 데스크탑 프로세서용 자체 칩셋을 더 이상 설계하지 않기로 결정했다. 이는 ATI, VIA 및 SiS가 엔비디아의 쿼드 FX 플랫폼 칩셋을 포함하여 애슬론 64 프로세서와 이후 애슬론 64 X2 및 애슬론 64 FX 프로세서용 자체 칩셋을 개발하는 "개방형 플랫폼 관리 아키텍처"였다.
AMD가 2004년 AMD-8111 칩셋을 출시한 후 서버 칩셋 설계를 중단하고 옵테론 프로세서용 칩셋을 개발할 수 있는 기업을 위한 서버 플랫폼을 다시 열면서 이러한 계획은 옵테론 서버 프로세서 출시로 더욱 발전했다. 엔비디아와 브로드컴은 옵테론 프로세서용 서버 칩셋을 설계하는 유일한 회사이다.
회사가 2006년에 ATI 테크놀로지스 인수를 완료하면서 회사는 이전에 라데온 익스프레스 200 및 라데온 익스프레스 3200 칩셋을 설계했던 칩셋용 ATI 설계 팀을 확보하게 되었다. 그런 다음 AMD는 AMD 브랜드에 따라 AMD 프로세서용 칩셋의 이름을 변경했다(예를 들어 크로스파이어 익스프레스 3200 칩셋은 AMD 580X 크로스파이어 칩셋으로 이름이 변경되었다). 2007년 2월, AMD는 주류 IGP 컴퓨팅을 겨냥한 AMD 690G 칩셋(이전 개발 코드명 RS690)을 출시하면서 2004년 이후 최초의 AMD 브랜드 칩셋을 발표했다. 마더보드에 HDMI 1.2 포트를 구현한 것은 업계 최초로 백만 대 이상이 판매되었다. ATI는 인텔 IGP 칩셋 출시를 목표로 삼았지만 계획은 폐기되었고 라데온 익스프레스 1250(코드명 RS600, ATI 브랜드로 판매)의 재고가 Abit와 애즈락이라는 두 OEM에 판매되었다. AMD는 회사가 여전히 인텔 칩셋을 생산할 것이라고 밝혔지만 인텔은 ATI에 1333MHz FSB 라이선스를 부여하지 않았다.
2007년 11월 15일, AMD는 AMD 480/570/580 칩셋 및 AMD 690 시리즈 칩셋을 대체하기 위해 매니아용 멀티 그래픽 부문부터 가치 IGP 부문까지 포괄하는 새로운 칩셋 시리즈 포트폴리오인 AMD 7 시리즈 칩셋을 발표했다. , AMD 최초의 매니아용 멀티 그래픽 칩셋이다. 개별 그래픽 칩셋은 코드명 스파이더(Spider) 데스크톱 플랫폼의 일부로 2007년 11월 15일에 출시되었으며 IGP 칩셋은 나중에 코드명 카트휠 플랫폼의 일부로 2008년 봄에 출시되었다.
AMD는 AMD 800S 시리즈 서버 칩셋으로 서버 칩셋 시장에 복귀했다. 여기에는 최대 6개의 SATA 6.0 Gbit/s 포트, 퓨전 프로세서에 탑재된 C6 전원 상태 및 SATA FIS 기반 스위칭을 지원하는 AHCI 1.2에 대한 지원이 포함된다. 페넘 프로세서와 쿼드 FX 매니아 플랫폼(890FX), IGP(890GX)를 지원하는 칩셋 제품군이다.
2011년 AMD의 APU가 등장하면서 그래픽 연결, PCI E익스프레스 컨트롤러 등 전통적인 노스브리지 기능이 APU 다이에 통합되었다. 따라서 APU는 주로 사우스브리지 기능을 제공하는 FCH(퓨전 컨트롤러 허브)로 이름이 변경된 단일 칩 칩셋에 연결되었다.
AMD는 새로운 라이젠 제품 출시를 지원하기 위해 2017년에 새로운 칩셋을 출시했다. 젠 마이크로아키텍처에는 이미 노스브리지 연결의 대부분이 포함되어 있으므로 AM4 기반 칩셋은 주로 사용 가능한 추가 PCI E익스프레스 레인, USB 연결 및 SATA 연결 수에 따라 다르다. 이 AM4 칩셋은 ASMedia와 함께 설계되었다.

#### 임베디드 그래픽스
AMD는 임베디드 시스템에 사용할 그래픽 프로세서를 제작한다. 카지노부터 의료까지 모든 분야에서 찾아볼 수 있으며, 대부분의 제품이 산업용 기계에 사용된다. 이들 제품에는 RAM과 GPU를 포함한 소형 멀티 칩 모듈에 완벽한 그래픽 처리 장치가 포함되어 있다. ATI는 2008년부터 E2400을 통해 임베디드 GPU를 제공하기 시작했다. 그 이후로 AMD는 2009년, 2011년, 2015년 및 2016년에 임베디드 GPU 라인업에 대한 정기 업데이트를 출시했다. 이는 GPU 기술의 개선을 반영한다.

### 현재의 제품 라인

#### CPU 및 APU 제품
2020년 기준 AMD의 CPU 및 APU 포트폴리오는 아래와 같다.
- 애슬론 – 보급형 CPU(엑스커베이터) 및 APU(라이젠) 브랜드
- A-시리즈 – 엑스커베이터급 소비자 데스크탑 및 노트북 APU
- G 시리즈 - 엑스커베이터 및 재규어급 저전력 임베디드 APU
- 라이젠 – 소비자 CPU 및 APU 브랜드
- 라이젠 스레드리퍼 – 프로슈머/프로페셔널 CPU 브랜드
- R 시리즈 - 엑스커베이터급 고성능 임베디드 APU
- 에픽 – 서버 CPU 브랜드
- 옵테론 – 마이크로서버 APU 브랜드

#### 그래픽 제품
2017년 기준 AMD의 전용 그래픽 프로세서 포트폴리오는 아래와 같다.
- 라데온 – 그래픽 카드 소비자 라인 브랜드; 브랜드 이름은 ATI에서 유래되었다.
  - 모빌리티 라데온은 노트북에서 사용할 수 있도록 전력 최적화된 버전의 라데온 그래픽 칩을 제공한다.
- 라데온 프로 – 워크스테이션 그래픽 카드 브랜드. 파이어프로 브랜드의 후속 제품이다.
- 라데온 인스팅트 – 기계 학습 및 GPGPU 제품을 대상으로 하는 서버 및 워크스테이션 브랜드

### 라데온 브랜드 제품

#### 램

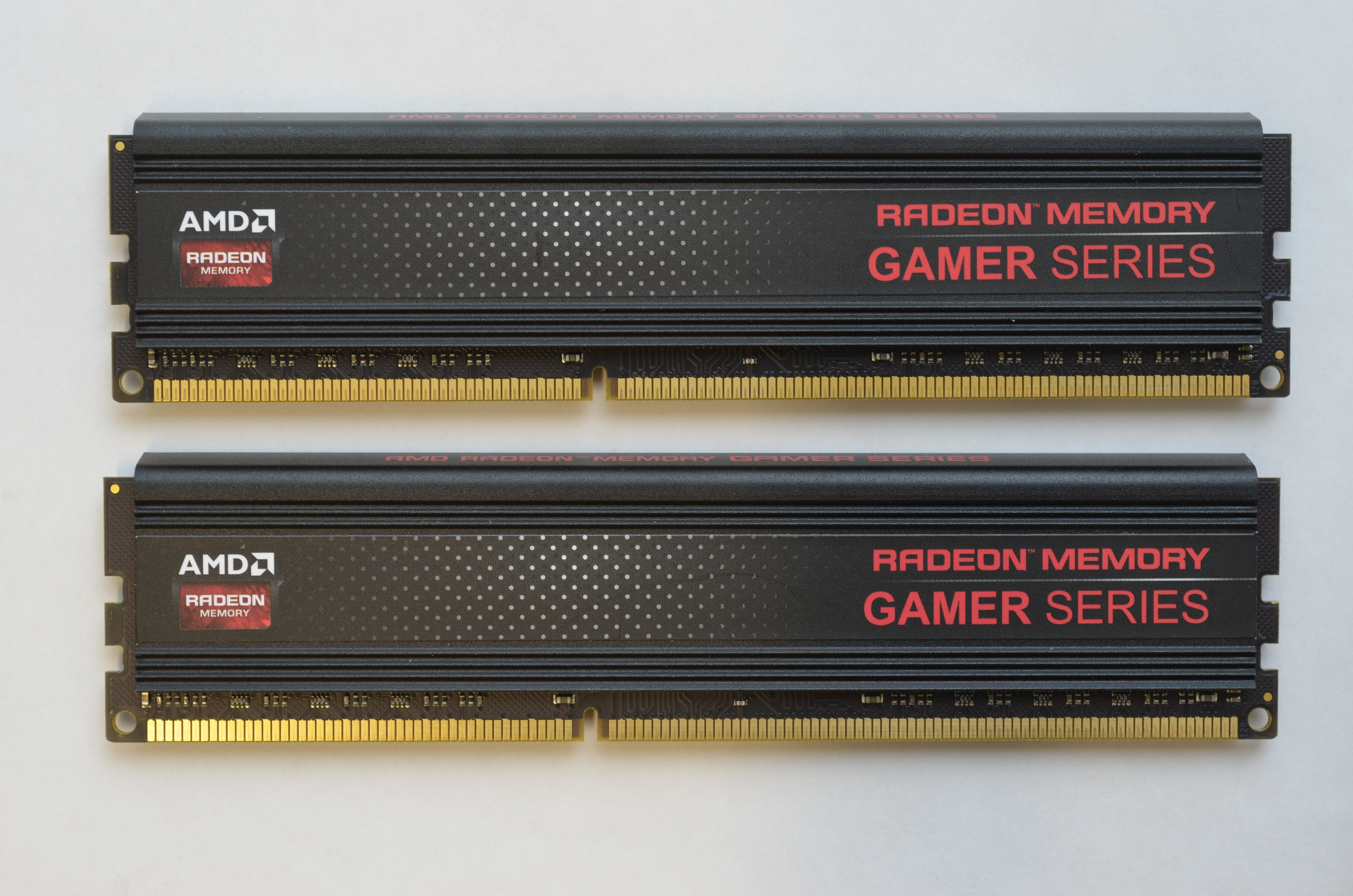
AMD 라데온 메모리

2011년에 AMD는 AMD APU의 더 높은 대역폭 요구 사항을 지원하기 위해 라데온 브랜드 DDR3 SDRAM을 판매하기 시작했다. RAM은 AMD에서 판매하지만 패트리엇 메모리(Patriot Memory)와 비전테크(VisionTek)에서 제조했다. 이후 2013년에는 게임 지향 DDR3 메모리의 속도가 빨라졌다. 당시에는 DDR4를 지원하는 AMD CPU나 APU가 없었음에도 불구하고 라데온 브랜드 DDR4 SDRAM 메모리가 2015년에 출시되었다. AMD는 2017년에 이러한 제품이 "대부분 동유럽에 배포"되어 있으며 계속해서 사업에 활발히 활동하고 있다고 언급했다.

#### 솔리드 스테이트 드라이브
AMD는 2014년에 OCZ에서 제조한 최대 480GB 용량과 SATA 인터페이스를 사용하는 라데온 브랜드 솔리드 스테이트 드라이브를 판매할 것이라고 발표했다.

## 기술

### CPU 하드웨어
2017년 기준 AMD CPU/APU 및 기타 제품에서 발견되는 기술은 다음과 같다.
- 하이퍼트랜스포트 – AMD의 CPU 및 APU 제품에 사용되는 고대역폭, 저지연 시스템 버스
- 인피니티 패브릭(Infinity Fabric) – AMD의 젠 마이크로아키텍처에서 통신 버스로 사용되는 하이퍼트랜스포트의 파생물

### 그래픽 하드웨어
2017년 기준 AMD GPU 제품에 포함된 기술은 다음과 같다.
- AMD 아이피니티 – 그래픽 카드당 최대 6개의 모니터로 구성된 다중 모니터 설정을 용이하게 한다.
- AMD 프리싱크 – VESA 어댑티브 싱크(Adaptive Sync) 표준을 기반으로 한 디스플레이 동기화
- AMD 트루오디오 – 오디오 계산 가속화
- AMD XConnect – 썬더볼트 3를 통해 외부 GPU 인클로저 사용 가능

AMD 크로스파이어 – 여러 GPU를 동시에 사용할 수 있는 다중 GPU 기술
- 통합 비디오 디코더(UVD) – 비디오 압축 해제(디코딩) 가속화
- 비디오 코딩 엔진(VCE) – 비디오 압축 가속화(인코딩)

### 소프트웨어
AMD는 지난 10년 동안 펌웨어 수준 이상의 소프트웨어 도구를 개방하기 위해 상당한 노력을 기울였다.
다음 언급의 경우 '자유'라고 명시적으로 명시되지 않은 소프트웨어는 사유 소프트웨어로 간주될 수 있다.

#### 배포
AMD 라데온 소프트웨어는 AMD의 공식 소프트웨어 배포를 위한 기본 채널이다. 자유 및 사유 소프트웨어 구성 요소를 모두 포함하며 마이크로소프트 윈도우와 리눅스를 둘 다 지원한다.

#### 유형별 소프트웨어

##### CPU
- AOCC는 LLVM을 기반으로 하며 리눅스에서 사용할 수 있는 AMD의 최적화 독점 C/C++ 컴파일러이다.[100]
- AMDuProf는 리눅스 및 윈도우에서 사용할 수 있는 AMD의 CPU 성능 및 전력 프로파일링 도구 제품군이다.[101]
- AMD는 또한 독점 BIOS 펌웨어 교체를 목표로 하는 오픈 소스 프로젝트인 코어부트(coreboot) 개발에도 적극적으로 참여했다. 이 협력은 2013년에 중단되었지만 AMD는 최근 라이젠이 향후 코어부트와 호환될 수 있도록 소스 코드 공개를 고려하고 있다고 밝혔다.[102]

##### 기타
- AMD는 이기종 컴퓨팅에 대한 공개 연구를 수행한다.[103]
- 기타 AMD 소프트웨어에는 AMD 코어 매스 라이브러리(Core Math Library)와 AMD 퍼포먼스 라이브러리(AMD Performance Library)를 포함한 오픈 소스 소프트웨어가 포함된다.
- AMD는 AMD 플랫폼에서 오픈솔라리스 및 썬 xVM을 향상시키기 위해 썬 마이크로시스템즈와 협력하는 등 오픈 소스 프로젝트에 기여하고 있다. AMD는 또한 자체 Open64 컴파일러 배포판을 유지 관리하고 변경 사항을 커뮤니티에 다시 제공한다.[104]
- 2008년에 AMD는 GPU에 대한 저수준 프로그래밍 사양을 발표했으며 X.Org 재단과 협력하여 AMD 그래픽 카드용 드라이버를 개발했다.[105][106]
- 멀티 스레드 및 멀티 코어 처리를 가능하게 하기 위해 프로그램 속도를 높이는 것을 목표로 하는 xSP(소프트웨어 병렬 처리 확장)가 2007년 기술 분석의 날(Technology Analyst Day)에 발표되었다. 2007년 8월 이후 논의되고 있는 이니셔티브 중 하나는 경량 프로파일링(LWP)이다. 런타임이 포함된 내부 하드웨어 모니터는 실행 프로세스에 대한 정보를 관찰하고 소프트웨어 재설계가 멀티 코어 및 멀티 스레드 프로그램으로 최적화되도록 돕는다. 또 다른 하나는 SSE(Streaming SIMD Extension) 명령어 세트인 SSE5의 확장이다.
- 코드명 SIMFIRE – DASH(시스템 하드웨어용 데스크톱 및 모바일 아키텍처) 오픈 아키텍처를 위한 상호 운용성 테스트 도구이다.

## 생산 및 제조
이전에 AMD는 회사 소유의 반도체 파운드리에서 칩을 생산했다. AMD는 생산 기술을 공동 개발하기 위해 다른 반도체 제조업체인 IBM 및 모토로라와 협력하는 전략을 추구했다. AMD의 창립자 제리 샌더스는 이를 인텔의 제조에 대한 훨씬 더 많은 투자와 경쟁하기 위한 "Virtual Gorilla" 전략이라고 불렀다.
2008년에 AMD는 칩 파운드리를 글로벌파운드리스라는 독립 회사로 분사했다. 이러한 회사 분할은 각 공정 노드의 비용 증가로 인한 것이다. 아부다비 토후국은 자회사 ATIC(Advanced Technology Investment Company)를 통해 새로 설립된 회사를 매입했으며, 2009년 AMD로부터 최종 지분을 매입했다.
AMD는 파운드리 분사로 인해 팹리스 반도체 제조업체가 되어 임대 파운드리에서 생산할 제품을 설계했다. 글로벌파운드리스 분사의 일부에는 글로벌파운드리스에서 일부 제품을 생산하기로 한 AMD와의 계약이 포함되었다. 분사 이전과 이후 AMD는 TSMC, 삼성 등 다른 파운드리와 생산을 추진했다. 이는 과거에 문제를 일으켰던 특정 파운드리에 대한 의존도를 줄여 AMD의 위험을 줄일 것이라고 주장되어 왔다.
2018년 AMD는 글로벌파운드리스가 7nm 공정 개발을 중단한다고 발표한 후 CPU 및 GPU 생산을 TSMC로 이전하기 시작했다. AMD는 2019년 글로벌파운드리스와의 웨이퍼 구매 요구 사항을 개정하여 AMD가 7nm 이하 노드에 대한 파운드리를 자유롭게 선택하는 동시에 2021년까지 12nm 이상에 대한 구매 계약을 유지할 수 있도록 했다.

## 같이 보기
- AMD 마이크로프로세서 목록
- AMD 가속 처리 장치 마이크로프로세서 목록
- AMD 그래픽 처리 장치 목록
- AMD 칩셋 목록
- 3D나우!
- 쿨 앤 콰이어트
- 파워나우!
- AMD 라이브!
- 인텔